# Novo Oriente (ort)
Novo Oriente är en ort i Brasilien.   Den ligger i kommunen Novo Oriente och delstaten Ceará, i den östra delen av landet, 1 400 km nordost om huvudstaden Brasília. Novo Oriente ligger 347 meter över havet och antalet invånare är 14 529.
Terrängen runt Novo Oriente är platt. Det finns inga andra samhällen i närheten.
Omgivningarna runt Novo Oriente är huvudsakligen savann. Runt Novo Oriente är det ganska glesbefolkat, med 32 invånare per kvadratkilometer.